# IC 2771
IC 2771 је елиптична галаксија у сазвјежђу Лав која се налази на листи објеката дубоког неба у Индекс каталогу.
Деклинација објекта је + 12° 31' 10" а ректасцензија 11h 22m 28,0s. Привидна величина (магнитуда) објекта IC 2771 износи 16,0 а фотографска магнитуда 17,0.